# MATVEIKADAA
{{hangon}} Прошу,не удаляйте это мое первое использование сайта
MATVEIKADAA (Матвейкадаа; настоящее имя — Матвей Шиян — российский исполнитель который пишет под жанром instrumental
1. ↑  https://ru.wikipedia.org/w/index.php?title=Шиян&stable=1